# Droit de vote des étrangers
Dans certains pays, le droit de vote et d'éligibilité est conditionné par la possession de la nationalité du pays en question. D'autres, pour des motifs divers allant du principe révolutionnaire américain « no taxation without representation » (pas de paiement d'impôts sans droit de regard sur la façon dont leur produit est dépensé) à la conception d'une citoyenneté supranationale, en passant par l'encouragement à l'immigration dans des nouveaux territoires (Ouest américain au XIXe siècle), ont décidé, à un moment de leur histoire, d'étendre à des degrés divers et dans des conditions diverses ces droits à tout ou partie des résidents étrangers sur leur territoire. 
Le traité de Maastricht, voté en 1992, a imposé la réciprocité en la matière entre les États membres de l'Union européenne, limitée aux élections locales, mais cette obligation existait déjà pour l'élection du Parlement européen. Dans plusieurs pays européens, le débat sur la question du droit de vote des étrangers a dès lors pris une nouvelle tournure, puisque certains résidents étrangers avaient désormais le droit de vote, et pas d'autres. Le Luxembourg, puis la Belgique, et avant eux la Lituanie et la Slovénie, ont donc étendu ce droit, dans des modalités diverses, à tous les résidents étrangers, ce qui était déjà le cas en Suède, au Danemark, en Finlande et aux Pays-Bas .
Le débat existe également aux États-Unis, où une vingtaine d'États et de territoires ont admis pendant des décennies le vote des étrangers, le dernier à l'abolir étant l'Arkansas en 1926. La Constitution du Maryland reconnaît aux municipalités l'autonomie en la matière, et plusieurs villes, dont Tacoma Park (17 000 habitants), l'ont introduit en 1991. Deux villes du Massachusetts, Amherst et Cambridge, ont voulu faire de même en 1998 mais ont été bloquées par l'assemblée de cet État. Des propositions de loi ont également été introduites au Texas (où il avait existé jusqu'en 1921) et en Californie, et de nombreux politiciens y sont favorables à New York.
Dans un autre pays fédéral, la Suisse, ce sont également les entités fédérées qui ont un pouvoir décisionnel en la matière, huit cantons reconnaissent déjà le droit de vote des étrangers, et trois autres, Appenzell Rhodes-Extérieures, les Grisons et Bâle-Ville, laissent à chaque municipalité le droit de légiférer en la matière. Des votations (référendums) ont eu lieu dans d'autres cantons sur le sujet, sans succès.
Le Parlement européen, le Conseil de l'Europe et la Conférence des pays de la Mer baltique ont émis diverses recommandations en faveur de l'introduction du droit de vote et d'éligibilité à tous les résidents étrangers pour les élections locales. Une Convention sur la participation des étrangers à la vie publique au niveau local du Conseil de l'Europe a été ouverte à signatures et à ratifications le 5 février 1992 .

## Précurseurs

### Constitution montagnarde de 1793
L'article 4 de la Constitution du 24 juin 1793 (jamais appliquée) accordait la citoyenneté « à tout étranger qui, domicilié en France depuis une année, y vit de son travail, ou acquiert une propriété, ou épouse une Française, ou adopte un enfant, ou nourrit un vieillard, tout étranger enfin qui sera jugé par le corps législatif avoir bien mérité de l'humanité ».

### Canton de Neuchâtel
Le canton suisse de Neuchâtel a reconnu dès 1850 le droit de vote, mais pas d'éligibilité, des résidents étrangers aux élections municipales. Il faut rappeler qu'au XIXe siècle le droit de vote et d'éligibilité n'était pas automatiquement garanti aux citoyens d'un canton dans un autre canton.

## Applications contemporaines

### Amériques

#### Argentine
Le droit de vote (y compris celui des étrangers) aux élections municipales et provinciales est dévolu aux provinces et à la ville autonome de Buenos Aires.

#### Canada
Le droit de vote au niveau fédéral est exclusivement réservé aux citoyens canadiens.

##### Colombie britannique
L'Election Amendment Act de 1984 (Bill 20) a mis fin à la possibilité pour des ressortissants britanniques de s'inscrire sur les listes d'électeurs, la nationalité canadienne est donc désormais exigée pour voter, comme dans la quasi-totalité des autres provinces ainsi qu'au fédéral.

##### Nouveau-Brunswick
« En vertu de la Loi électorale, un électeur doit être citoyen canadien ou sujet britannique résidant dans la province depuis une date antérieure au 1er janvier 1979. Cette exigence ne figure pas dans la Loi sur les élections municipales. Un électeur peut donc être inscrit sur une liste et non sur l'autre, en raison de cette exigence de citoyenneté. » « Tout comme les qualités d'électeur, l'éligibilité des candidats varie entre les lois provinciales et municipales. La Loi sur les élections municipales ne contient aucune disposition précisant que le maire ou le conseiller doit être citoyen canadien. » 

##### Ontario
L'Equality Rights Statute Law Amendment Act de 1985 a mis fin au droit de vote des ressortissants britanniques aux élections municipales et scolaires en Ontario avec le 1er juillet 1988 comme date butoir de l'extinction des droits, pour les électeurs en disposant déjà, ce délai de trois ans étant celui nécessaire pour introduire une demande de naturalisation.

#### Chili
Droit de vote sans éligibilité à toutes les élections pour tous les résidents après cinq ans de résidence, confirmé par l'article 14 de la Constitution chilienne de 1980, sans condition de réciprocité. En 2005, un alinéa est ajouté à l'article 14, les citoyens chiliens naturalisés ne sont éligibles qu'à partir de cinq ans après leur naturalisation. Depuis l'adoption d'une nouvelle législation début 2012, tous les électeurs, y compris étrangers, sont automatiquement inscrits sur les listes électorales dans la circonscription électorale correspondant à leur dernier domicile légal.

#### Colombie
En 1991, la constitution colombienne a été modifiée afin de permettre aux étrangers de voter aux élections locales, mais la législation électorale n'a été modifiée que le 31 juillet 2006. La condition de résidence est de 5 ans, l'électeur doit s'inscrire auprès des autorités compétentes. Le vote n'est pas obligatoire.

#### Uruguay
Depuis 1952, les étrangers ont le droit de vote à toutes les élections après 15 ans de résidence.

#### Venezuela
Au Venezuela, le droit de vote a été étendu aux étrangers pour les élections locales et des états avec une condition de résidence de dix ans dans le pays. Ce droit est inscrit dans l'article 64 de la Constitution vénézuélienne de 1999, mais était déjà inséré par un amendement de 1983 à la Constitution vénézuélienne de 1961 Au recensement de 2001, 60 % des habitants du Venezuela nés à l'étranger étaient nés en Colombie, pourcentage qui s'élevait à 68,8 % pour ceux qui avaient immigré entre 1980 et 1999, 79,1 % en 2000-2001, au total 75,5 % des habitants nés à l'étranger l'étaient sur le continent américain (par ordre d'importance: Colombie, Pérou, Équateur, Chili etc.)  .

### Afrique

#### Burkina Faso
Depuis 1993, les étrangers résidant depuis 10 ans ont le droit de vote et d'éligibilité aux élections municipales. Aux élections municipales du 2 décembre 2012 il y avait 4.365.202 électeurs burkinabè et 49 électeurs étrangers inscrits sur la liste électorale.

#### Cap-Vert
Depuis 1997, les citoyens de la Communauté des pays de langue portugaise ont le droit de vote et d'éligibilité aux élections locales.

#### Guinée
Depuis 1991, les résidents étrangers sont électeurs sur la base de réciprocité avec leur pays d'origine, par contre les Guinéens par naturalisation ne sont pas éligibles pendant les 10 premières années après le décret de naturalisation, comme naguère en France. Le nouveau code électoral mentionne explicitement que ces derniers ne peuvent être inscrits sur les registres d'électeurs pendant les 5 années après leur naturalisation

#### Malawi
Les résidents étrangers ont le droit de vote, mais pas d'éligibilité, aux élections parlementaires avec une condition de résidence de 7 ans.

#### Maroc
Le 17 décembre 2008, à l’issue d’un sommet hispano-marocain, le premier ministre marocain Abbas El Fassi a déclaré que son gouvernement était « en train d’étudier » la possibilité d’accorder le droit de vote aux élections municipales aux étrangers résidant au Maroc, mais que la question risque de prendre un peu de temps. La constitution ainsi que plusieurs lois électorales devraient en effet être modifiées. Dans ce cas, le droit de vote aux élections municipales serait également étendu aux ressortissants d’autres États de l’Union européenne.
La nouvelle Constitution marocaine entrée en vigueur en juillet 2011 prévoit explicitement en son article 30 que « Les étrangers jouissent des libertés fondamentales reconnues aux citoyennes et citoyens marocains, conformément à la loi. Ceux d’entre eux qui résident au Maroc peuvent participer aux élections locales en vertu de la loi, de l’application de conventions internationales ou de pratiques de réciprocité. ».

### Asie

#### Corée du Sud
Afin de soutenir la revendication de droit de vote des Coréens du Japon, le président Kim Dae-Jung a proposé dès 1998 d'accorder aux résidents permanents en Corée du Sud le droit de vote pour les élections locales. Le 31 mai 2006 ont eu lieu les premières élections locales auxquelles pouvaient participer 6.746 résidents permanents ayant obtenu ce statut depuis au moins trois ans.

#### Israël
Les résidents étrangers ont le droit de vote aux élections municipales. Ceci concerne notamment les quelque 215 000 résidents palestiniens de la partie de Jérusalem-Est occupée depuis 1967, qui ne l'exercent toutefois que peu, en protestation contre ladite occupation. En 1973 par exemple, une campagne active de boycott fut organisée par le Front National Palestinien (Al-Jabha Al-Wataniyya Al-Filastîniyya) tant pour ces élections municipales que pour les élections syndicales,.

#### Japon
En raison de la situation particulière d'une partie de la minorité coréenne du Japon, qui n'est pas détentrice de la nationalité japonaise bien qu'établi au Japon depuis plusieurs générations, le débat sur le droit de vote des résidents étrangers fait régulièrement surface.

### Europe et Union européenne

Droit de vote des étrangers en Europe
Pays donnant le droit de vote à tout étranger résident, sans condition de durée
Pays donnant le droit de vote à tout étranger résident dans le pays depuis une certaine période.
Pays donnant le droit de vote aux étrangers résidents de certains pays selon un principe de réciprocité.
Pays donnant théoriquement le droit de vote aux étrangers résidents de certains pays selon un principe de réciprocité mais pour qui dans les faits aucun traité n'existe avec aucun pays.
Pays donnant le droit de vote aux étrangers résidents venant d'un pays du Commonwealth.
Suisse : droit de vote accordé dans certains cantons, selon des règles diverses.
Pays de l'UE ne donnant pas le droit de vote aux étrangers résidents non UE
Pays hors-UE ne donnant pas le droit de vote aux étrangers résidents

La Cour européenne de justice a eu à connaître de cette question, relativement aux élections européennes, et a autorisé le Royaume-Uni à accorder le droit de vote aux étrangers résidant sur le territoire national et dotés de la citoyenneté du Commonwealth (en).

#### Allemagne
Une décision de la Cour constitutionnelle à la suite de l'adoption en février 1989 par les Landtag de Hambourg et du Schleswig-Holstein du droit de vote des étrangers sur la base de réciprocité a bloqué en 1990 toute initiative régionale : le droit de vote des étrangers ne peut qu'être acquis au niveau fédéral, alors que l'abaissement à 16 ans du droit de vote municipal a pu être réalisé dans le Land de Basse-Saxe, parce que « la loi aurait contrevenu à la phrase 2 du premier alinéa de l'art. 28 de la Loi fondamentale qui précise que, dans les arrondissements et les communes, le peuple doit avoir une représentation issue d'élections. Dans les arrondissements et les communes, la notion de peuple n'englobe que les Allemands résidant sur le territoire communal » (arrêt rendu le 31 octobre 1990, décisions de la Cour constitutionnelle fédérale 83, 37) . Par comparaison, en Suisse et aux États-Unis le droit de vote et d'éligibilité des étrangers aux élections infrafédérales est dévolu aux entités fédérées.
Chaque Land a dû modifier sa législation pour accorder aux ressortissants de l'Union européenne ont le droit de vote et d'éligibilité aux élections municipales et européennes, le processus a duré de 1995 à 1999.
Le programme de gouvernement SPD-Verts de 1998 prévoyait l'introduction du droit de vote au niveau local pour tous les résidents étrangers: "Pour aider à l'intégration, les étrangères et les étrangers vivant ici et ne possédant pas la nationalité d'un État membre de la Communauté européenne auront le droit de vote aux élections locales et municipales." . La coalition a dû y renoncer parce qu'il n'y a pas de majorité qualifiée au Sénat (Bundesrat) pour modifier la constitution fédérale, comme en France lors de la tentative à la fin de la législature de "gauche plurielle". La reconduite de la coalition en 2002 n'a pas changé la donne, au contraire, la droite remportant de nombreuses élections régionales, renforçant ainsi son poids au Bundesrat.
Le programme de coalition CDU-CSU-SPD de 2005 prévoit que "Nous examinerons aussi (…) la question du droit de vote et d'éligibilité communal des étrangers qui ne sont pas citoyens de l'UE" .

#### Autriche
La Cour constitutionnelle a annulé fin juin 2004 la loi adoptée en décembre 2002 par l'Assemblée fédérale du Land de Vienne qui accordait aux étrangers vivant depuis plus de cinq ans en Autriche et payant des impôts locaux à Vienne le droit de vote aux élections des conseils d'arrondissement. Théoriquement, la Constitution laisse la possibilité aux Länder d'élargir leur base électorale, par exemple en abaissant à seize ans l'âge d'accès aux scrutins. Vienne étant à la fois commune et land, les citoyens de l'Union européenne n'ont pas le droit de vote et d'éligibilité aux élections municipales mais peuvent exercer ces droits pour les élections des conseillers d'arrondissement qui ont lieu le même jour. C'est l'extension de ces droits aux non-ressortissants de l'UE que la majorité composée de socialistes et de Verts avait souhaité mettre en place pour les élections de 2006 qui a été refusée par la plus haute juridiction autrichienne, saisie par le responsable viennois du parti populiste FPÖ de Jörg Haider.

#### Belgique
Les ressortissants de l'Union européenne ont le droit de vote et d'éligibilité aux élections communales et européennes sans autre condition de durée de résidence que les Belges. Les ressortissants d'autres États ont le droit de vote après 5 ans de résidence légale, mais pas d'éligibilité, aux élections communales uniquement. Les ressortissants UE doivent s'inscrire sur les listes électorales pour pouvoir voter, alors que l'inscription est automatique pour les Belges. Cette différence s'explique par l'obligation légale de vote en vigueur: la Belgique ne peut pas obliger les ressortissants d'autres pays à voter. Par contre, une fois inscrits sur les listes électorales, ces résidents étrangers sont soumis à l'obligation de vote. Outre l'inscription sur les listes électorales, les ressortissants de pays tiers (hors UE) doivent signer un document par lequel ils s'engagent à respecter la constitution et les lois belges, et la Convention européenne des droits de l'homme. Cette obligation a été imposée par le Mouvement réformateur (parti libéral), dont le soutien parlementaire était nécessaire pour adopter le droit de vote des étrangers hors-UE. Lors des débats sur le droit de vote, la question de sa dévolution aux entités fédérées a été évoquée, mais majoritairement rejetée.

#### Bulgarie
En mai 2005, le gouvernement a présenté un projet de loi prévoyant le droit de vote et d'éligibilité pour les résidents de l'Union européenne, d'application dès les élections municipales de 2007.

#### Chypre
Les ressortissants de l'Union européenne ont le droit de vote et d'éligibilité aux élections municipales et européennes.

#### Danemark
Les ressortissants de l'Union nordique ont obtenu en 1977 le droit de vote et d'éligibilité aux élections des conseils municipaux et de comtés, avec une condition de 3 ans de résidence. Ces droits ont été étendus à tous les résidents étrangers en 1981. Depuis mars 1995 (d'application à partir des municipales de 1997) les ressortissants de l'Union européenne ont le droit de vote et d'éligibilité aux élections municipales, de comtés et européennes sans autre condition de durée de résidence que les Danois, de même que ceux des pays de l'Union nordique pour les élections municipales et de comtés.

#### Espagne
L'article 13 de la Constitution espagnole de 1978 prévoit le droit de vote et d'éligibilité des résidents étrangers aux élections municipales sous réserve de traité de réciprocité, donc sans automaticité. Actuellement[Quand ?], seuls les autres états membres de l'Union européenne et la Norvège (traité ratifié en 1990) sont concernés. Toutefois, plusieurs traités de réciprocité ont été signés avec des pays d'Amérique latine (Argentine en 1988, Chili en 1990, Uruguay en 1992, puis Colombie et Venezuela) mais n'ont jamais été ratifiés ou (Chili) aucune loi sur le droit de vote n'a été adoptée dans l'autre pays signataire (il est déjà mentionné dans la constitution) ,,. 
Une campagne associative en faveur de l'extension du droit de vote local sur la base de la résidence et pas de la nationalité est en cours depuis plusieurs années,. 
Une résolution a été adoptée en août 2006 au parlement espagnol par les socialistes et les communistes, avec l'appui de la droite mais avec une forte opposition des partis nationalistes catalans, pressant le gouvernement de ratifier au plus vite les traités bilatéraux afin de rendre possible le droit de vote des étrangers concernés pour les élections municipales du 27 mai 2007,, cette résolution a été critiquée par les associations parties prenantes à la campagne pour le droit de vote car n'allant pas dans le sens d'une citoyenneté de résidence non liée à la nationalité, le conseil provincial de Séville s’est prononcé à l’unanimité pour que la citoyenneté soit liée à la résidence. En fin de compte, elle n'a pas été suivie de mesures immédiates permettant d'accorder ce droit pour les élections municipales de 2007. 
En août 2008, un ambassadeur extraordinaire a été nommé par le gouvernement espagnol afin de prendre contact avec divers autres gouvernements en vue d'élaborer de nouveaux traités ad hoc. Jeudi 5 février 2009 a été signé le premier nouveau traité bilatéral avec la Colombie (260 000 ressortissants en Espagne), vendredi celui avec le Pérou (127 000 ressortissants en Espagne). À l’occasion de la visite en Espagne de Cristina Kirchner, présidente d’Argentine, les 9 et 10 février, un accord similaire sera signé entre les deux pays (88 047 Argentins de plus de 16 ans - en âge de voter en 2011 - résident en Espagne), un autre le sera avec Trinité-et-Tobago mi-février à l’occasion d’une visite du couple royal. L’accord avec l’Argentine implique la modification de constitutions provinciales, la province de Buenos Aires accorde déjà le droit de vote local aux résidents étrangers, mais pas toutes les autres. Au total, quinze pays sont actuellement en négociation avec l’Espagne pour conclure de tels traités, selon le Ministère espagnol des relations extérieures et de la coopération : l’Argentine, la Bolivie, le Chili, l’Équateur, le Paraguay, Trinité-et-Tobago, l’Uruguay, le Venezuela, le Burkina Faso, le Cap Vert, la Corée du Sud, l’Islande et la Nouvelle-Zélande. Le 17 décembre 2008, à l’issue d’un sommet hispano-marocain, le premier ministre marocain Abbas El Fassi a déclaré que son gouvernement était « en train d’étudier » la possibilité d’accorder le droit de vote aux élections municipales aux étrangers résidant au Maroc.
La liste officielle des pays dont les résidents en Espagne pouvaient s'inscrire pour voter aux élections municipales de 2015 : Bolivie, Cap-Vert, Chili, Colombie, Corée du Sud, Équateur, Islande, Norvège, Nouvelle-Zélande, Paraguay, Pérou, Trinidad et Tobago.

#### Estonie
- Depuis 1993, tous les résidents étrangers ont le droit de vote, mais pas d'éligibilité, aux élections municipales. Les ressortissants de l'Union européenne sont quant à eux devenus éligibles à l'entrée de l'Estonie dans l'UE en 2004.
- Le droit de vote et d'éligibilité pour les résidents citoyens d'un autre État membre de l'Union européenne a été prévu dans la loi sur les élections au Parlement européen, adoptée le 18 décembre 2002.

#### Finlande
Tous les résidents étrangers bénéficient du droit de vote et d'éligibilité au niveau municipal depuis les élections de 1996, les ressortissants des États membres de l'Union européenne, de l'Islande et de la Norvège à condition d'avoir résidé dans la municipalité 51 jours avant le scrutin, les autres après deux ans de résidence.

#### France
Les ressortissants de l'Union européenne ont le droit de vote et d'éligibilité aux élections municipales et européennes (Directive 94/80/CE du Conseil, du 19 décembre 1994, fixant les modalités de l'exercice du droit de vote et d'éligibilité aux élections municipales pour les citoyens de l'Union résidant dans un État membre dont ils n'ont pas la nationalité, transposée en droit national par la Loi organique no 98-404 du 25 mai 1998 déterminant les conditions d’application de l’article 88-3 de la Constitution relatif à l’exercice par les citoyens de l’Union européenne résidant en France, autres que les ressortissants français, du droit de vote et d’éligibilité aux élections municipales).
Les ressortissants d'États membres de la Communauté française étaient censés bénéficier des mêmes droits civils et politiques dans chacun de ces États.
Depuis 1981, un débat entre la gauche et la droite a lieu sur le droit de vote et d'éligibilité des résidents étrangers (non-européens) aux élections municipales. Cette mesure faisait partie des 110 propositions du candidat socialiste François Mitterrand, qui ne l'a cependant pas fait voter pendant sa présidence. Nicolas Sarkozy, qui s'était d'abord prononcé pour à titre personnel, est revenu sur sa position pour se calquer sur celle de l'UMP. Après la victoire de François Hollande à l'élection présidentielle de 2012, cette proposition a été relancée et le gouvernement prévoyait de la faire adopter en 2013. En fin de compte, cette idée n'a pas été mise en pratique.

#### Grèce
Les ressortissants de l'Union européenne ont le droit de vote et d'éligibilité aux élections municipales et européennes. Les ressortissants de pays tiers ont obtenu le droit de vote et d'éligibilité pour les élections locales de novembre 2010, mais les conditions étaient très strictes sur le plan administratif et seuls 12 762 résidents étrangers hors-UE sur 266 250 électeurs potentiels se sont effectivement inscrits sur les listes électorales.

#### Hongrie
Les ressortissants de l'Union européenne ont le droit de vote et d'éligibilité aux élections municipales et européennes.

#### Irlande
Les ressortissants de l'Union européenne ont le droit de vote et d'éligibilité aux élections municipales et européennes.
Tous les résidents étrangers ont le droit de vote aux élections municipales depuis 1963 avec preuve de résidence.
Les ressortissants britanniques ont le droit de vote aux élections législatives depuis 1985.

#### Italie
Le décret de lois du 12 avril 1996, n. 197 “Attuazione della direttiva 94/80/CE concernente le modalità di esercizio del diritto di voto e di eleggibilità alle elezioni comunali per i cittadini dell’Unione Europea che risiedono in uno Stato membro di cui non hanno la cittadinanza”, permet aux ressortissants de l’Union européenne de s’inscrire dans les listes électorales et de voter ou de se faire élire aux élections municipales et européennes.
En 1997, le gouvernement de Romano Prodi voulait accorder le droit de vote aux étrangers hors-UE, cette mesure faisait partie des 173 articles de la loi-cadre sur l'immigration, mais elle dut être retirée de la loi le 27 septembre 1997 à la suite du blocage de la Commission des affaires constitutionnelles,.
En septembre 2008, invité de la fête nationale du Parti démocrate de Walter Veltroni, Gianfranco Fini, dirigeant du parti ex-fasciste Alleanza Nazionale et président de la Chambre des députés, a réaffirmé à propos du droit de vote pour les résidents hors-Union européenne que «Ce n'est pas une idée folle, ni criminelle, les étrangers doivent avoir des droits et des devoirs.». Il s'agit d'une prise de position constante de l'intéressé depuis octobre 2004, a contrario de celle de ses alliés de la Maison des libertés, Forza Italia et la Ligue du Nord. 
Le ministre de l'Intérieur Roberto Maroni a déclaré le 30 janvier 2009 que « La Constitution dit que le droit de vote dans notre pays, ce sont les citoyens italiens et européens qui l'ont, pas les extracommunautaires. Si on veut, on peut changer la Constitution, mais on ne peut pas dire qu'on ferme les yeux. ». Cette prise de position fait suite à un certain nombre de résolutions votées par des conseils communaux et provinciaux en faveur de l'extension du droit de vote aux résidents non-UE.

#### Lettonie
Les ressortissants de l'Union européenne ont le droit de vote et d'éligibilité aux élections municipales et européennes.

#### Lituanie
Les ressortissants de l'Union européenne ont le droit de vote et d'éligibilité aux élections municipales et européennes.

#### Luxembourg
Les ressortissants de l'UE ont obtenu le droit de vote aux élections municipales après le traité de Maastricht, mais avec des conditions plus restrictives (prévues spécifiquement dans ledit traité) que dans les autres États membres étant donné leur proportion moyenne supérieure à 20 %. En 2003, ce droit a été étendu aux ressortissants des pays tiers. Ce droit n'est ouvert qu'après 5 ans de résidence, et l'inscription sur les listes d'électeurs est obligatoire, alors que les nationaux luxembourgeois y sont inscrits automatiquement. La condition de résidence pour l'éligibilité est identique, mais seuls les ressortissants UE sont éligibles.
La condition de résidence pour l'inscription des ressortissants de l'UE comme électeurs aux élections européennes est de deux ans.
En juin 2015, les électeurs du Grand-Duché, consultés au sujet de l'octroi du droit de vote aux élections législatives pour les résidents étrangers, ont massivement refusé à 78,2 %.

#### Malte
Depuis 1993, les ressortissants du Royaume-Uni résidant à Malte jouissent des mêmes droit de vote et d'éligibilité aux élections des conseils locaux et régionaux que les citoyens maltais. En novembre 2003, la législation a été adaptée pour permettre le droit de vote et l'éligibilité de tous les ressortissants de l'Union européenne aux élections locales et européennes. Malte a ratifié la Convention sur la participation des étrangers à la vie publique au niveau local du Conseil de l'Europe.

#### Pays-Bas
Comme dans le reste de l'UE, les ressortissants de l'Union européenne ont le droit de vote et d'éligibilité pour les élections locales (municipalités et arrondissements) et européennes. 
Tous les étrangers, extracommunautaires inclus, avaient déjà le droit de vote et d'éligibilité pour les élections locales depuis le scrutin de 1986, les Pays-Bas ont été pionniers sur ce plan en Europe avec les pays scandinaves. Les résidents étrangers entrant dans les conditions (5 ans pour les extracommunautaires, aucune pour les autres) sont tous d'office convoqués aux élections, comme les ressortissants néerlandais, il n'y a pas de démarche à effectuer pour l'inscription sur les listes d'électeurs.

#### Pologne
Les ressortissants de l'Union européenne ont le droit de vote et d'éligibilité aux élections municipales et européennes.

#### Portugal
En 1971, les résidents brésiliens se sont vu accorder le droit de vote et d'éligibilité pour les élections municipales au Portugal avec une condition de résidence de deux ans pour le vote, de quatre pour l'éligibilité. En 1982, cette mesure fut étendue aux résidents du Cap-Vert dans le cadre d'un traité de réciprocité entre pays lusophones. 
En 1997, toujours pour cause de réciprocité, une règle désormais rendue générale, ce fut le tour du Pérou et de l'Uruguay, avec conditions de résidence de quatre ans pour le vote, de cinq pour l'éligibilité, et, sans éligibilité, de l'Argentine, du Chili, de l'Estonie, d'Israël, de la Norvège et du Venezuela.
Toutefois, la nouvelle liste officielle publiée en 2005 de pays dont les résidents bénéficient de la réciprocité en la matière était réduite:
- droit de vote: les pays de l'Union Européenne (dont l'Estonie était entretemps devenue membre), le Brésil, le Cap-Vert, la Norvège, l'Uruguay, le Venezuela, le Chili et l'Argentine, plus l'Islande, mais pas Israël ni le Pérou
- éligibilité: les pays de l'Union Européenne, le Brésil et le Cap-Vert, mais pas le Pérou ni l'Uruguay

Certains Brésiliens "à statut spécial" (cidadãos brasileiros com estatuto especial de igualdade de direitos políticos) ont le droit de vote, mais pas d'éligibilité, pour les élections régionales et législatives.
En mai 2007, le Haut commissaire aux migrations et aux minorités ethniques s'est publiquement prononcé en faveur de l'abolition de la clause de réciprocité au profit du droit de vote des résidents étrangers pour toutes les élections, y compris législatives et présidentielles, étant donné que cette clause exclut la moitié des résidents étrangers

#### Roumanie
Les ressortissants de l'Union européenne ont le droit de vote et d'éligibilité aux élections municipales et européennes.

#### Slovaquie
Les ressortissants de l'Union européenne ont le droit de vote et d'éligibilité aux élections municipales et européennes.

#### Slovénie
Le droit de vote et d'éligibilité pour les résidents citoyens d'un autre État membre de l'Union européenne a été stipulé dans la loi sur l'élection de représentants slovènes au Parlement européen, adoptée le 25 octobre 2002.

#### République tchèque
- La République tchèque prévoit depuis 2000 l'extension du droit de vote et d'éligibilité aux résidents étrangers sur la base de traités de réciprocité, comme en Espagne. Les premières élections municipales ouvertes aux résidents étrangers les 20 et 21 octobre 2006 ne l'ont été qu'aux ressortissants d'États membres de l'UE, l'inscription sur les registres d'électeurs restant ouverte jusqu'à la veille des élections. Théoriquement, ces droits sont ouverts "aux ressortissants des États étrangers dont les citoyens peuvent exercer le droit de vote aux conseils municipaux suivant la convention internationale qui oblige la République tchèque et qui a été publiée dans la Collection des accords internationaux, mais ils sont actuellement limités aux "ressortissants des pays membres de l'Union européenne, car le Traité d'adhésion de la République tchèque a l’Union européenne (…) est pour le moment le seul traité ayant le caractère d’un contrat international répondant aux dispositions de la loi sur les élections aux conseils municipaux"[61].
- Le droit de vote et d'éligibilité pour les résidents citoyens d'un autre État membre de l'Union européenne a été stipulé dans la loi sur les élections au Parlement européen, adoptée le 19 février 2003.

### Europe - Autres pays

#### Biélorussie
Il existe un accord de réciprocité avec la Russie concernant le droit de vote et d'éligibilité des ressortissants des deux pays sur leur territoire respectif.

#### Islande
Le droit de vote et d'éligibilité aux élections municipales a été accordé en 1986 aux résidents des pays membres de l'Union nordique avec une condition de résidence de 3 ans. Ces droits ont été étendus en 2002 à tous les résidents étrangers avec une condition de résidence de 5 ans  .

#### Monaco
La Constitution de Monaco de 1962 réserve le droit de vote aux seuls sujets monégasques tant pour l'élection du parlement ou Conseil National (article 53) que pour celle du Conseil Communal (article 79).

#### Norvège
Depuis 1982, les étrangers résidant depuis au moins trois ans, peuvent voter aux élections locales (communes et quartiers), et les ressortissants d'un autre pays nordique immatriculés en Norvège au plus tard le 30 juin de l'année du scrutin.

##### Svalbard
La législation norvégienne en matière de droit de vote des étrangers n'est pas d'application dans sa dépendance extérieure du Svalbard (ex-Spitzberg).

#### Royaume-Uni
Les nationaux (en) des pays du Commonwealth et d'Irlande ont, sans réciprocité, les mêmes droits de vote et d'éligibilité que les Britanniques. Ces droits n'ont pas été suspendus quand certains pays (Pakistan, Fidji) ont été exclus ou suspendus du Commonwealth à la suite de coups d'État.
Le droit de vote des Britanniques résidant à l'étranger est limité dans le temps: après 15 années successives de résidence hors du territoire, il est suspendu, et rétabli seulement lorsque le citoyen s'installe à nouveau durablement dans le Royaume.

#### Russie
Il existe un accord de réciprocité avec la Biélorussie concernant le droit de vote et d'éligibilité des ressortissants des deux pays sur leur territoire respectif.

#### Suisse
Les étrangers ont le droit de vote au niveau communal. Neuchâtel et le Jura sont les deux seuls cantons à avoir accordé le droit de vote aux étrangers au niveau cantonal mais le droit d’éligibilité. Au niveau communal les étrangers peuvent être élus dans plusieurs régions du pays.

#### Turquie
Dans le cadre de la mise en conformité de la législation turque en vue d'une éventuelle adhésion à l'Union européenne, le traité de Maastricht devra être appliqué. Dès 1997, le Congrès des Pouvoirs Locaux et Régionaux de l'Europe a souligné à ce sujet que « La Turquie pourrait ainsi contribuer à promouvoir, à titre de réciprocité, les droits démocratiques des immigrés turcs dans d'autres pays d'Europe »..

### Pacifique

#### Australie

##### Norfolk
Le territoire extérieur australien de l'île de Norfolk, initialement peuplée de descendants de mutins de la Bounty venus de Pitcairn, reconnaît le droit de vote et d'éligibilité au parlement local à toute personne résidant sur l'île depuis 900 jours, sans condition de nationalité ni de réciprocité. L'inscription sur les listes électorales est obligatoire pour tout résident, et le vote l'est également. Jusqu'au milieu des années 1980, ces droits étaient réservés aux résidents de nationalité australienne ou britannique (British subjects). La clause des 900 jours a été introduite parce que cela laisse le temps aux nouveaux venus « de comprendre les différences entre l'île de Norfolk et d'autres endroits », et de cesser de faire usage de l'expression « de là où je viens » (back home) qui fait grincer les dents des Norfolkiens parce qu’« elle est généralement le début d'une affirmation qui fait référence à combien c'est mieux là d'où ils sont venus et comment l'île de Norfolk devrait changer pour leur convenir » . 
Le gouvernement australien tente depuis les années 1990 d'obliger Norfolk à s'aligner sur la législation australienne en la matière, en partie parce que des Australiens qui viennent s'établir à Norfolk n'ont le droit de vote qu'au bout de ces deux ans et demi alors que des étrangers plus anciennement établis l'ont, et siègent même au parlement local. Cette ingérence du « Commonwealth » (la dénomination officielle de l'Australie) a provoqué de vives réactions locales.

#### Nouvelle-Zélande
Le droit de vote est reconnu pour toutes les élections à toutes les personnes âgées de 18 ans et plus qui ont résidé en Nouvelle-Zélande pendant une année précédant l'inscription sur le registre électoral, qu'elles aient la citoyenneté néo-zélandaise ou qu'elles aient le statut de « résident permanent » (conformément aux sections 72 à 74 de l'Electoral Act 1993), c'est-à-dire ayant un titre de séjour donnant droit vivre sans limitation de durée en Nouvelle-Zélande, donc pas sous un permis d'étudiant ou de visiteur. Pour les élections locales, en outre, il faut avoir résidé dans la localité un mois avant de s'inscrire. Il n'y a qu'un seul registre électoral pour les élections nationales et locales et les électeurs sont tenus de s'y inscrire, par contre le vote lui-même n'est pas obligatoire. 
En ce qui concerne l'éligibilité au niveau local, sur la base de la Section 112(5) du Local Elections and Polls Act 1976 (modifiée par le Local Elections and Polls Amendment Act 1982, entré en vigueur le 21 octobre 1982), il faut en outre être soit citoyen néo-zélandais, soit une personne non « étrangère » (« alien ») qui était inscrite sur les registres électoraux au 21 octobre 1982 ou qui, à cette date, avait introduit une demande d'inscription sur ceux-ci. L'« étranger », suivant la Section 2 du Citizenship Act 1977, est défini comme suit : « étranger signifie une personne qui n'a pas le statut de citoyen néo-zélandais, de citoyen du Commonwealth (British subject), de personne sous protection britannique (British protected person) ou de citoyen irlandais. ». Entretemps, par la Section 25 du Local Electoral
Act 2001, seuls les citoyens néo-zélandais sont restés éligibles pour les élections municipales, de district ou régionales.
Il existe par ailleurs une condition restrictive pour les parlementaires, qui peuvent être binationaux, contrairement à ce qui se passe en Australie, mais ne peuvent acquérir une autre nationalité pendant leur mandat, ce qui a failli coûter son mandat à un ministre d'origine néerlandaise en juillet 2003